# Busang Collen Kebinatshipi
Busang Collen Kebinatshipi, född 13 februari 2004, är en botswansk kortdistanslöpare som främst tävlar på 400 meter.

## Karriär
Busang Collen Kebinatshipi var en del av Botswanas stafettlag som tog silver på 4×400 meter vid olympiska sommarspelen 2024 i Paris.